# François Ruchon
François Ruchon (* 18. September 1897 in Genf; † 17. Mai 1953 ebenda) war ein Schweizer Romanist und Historiker.

## Leben und Werk

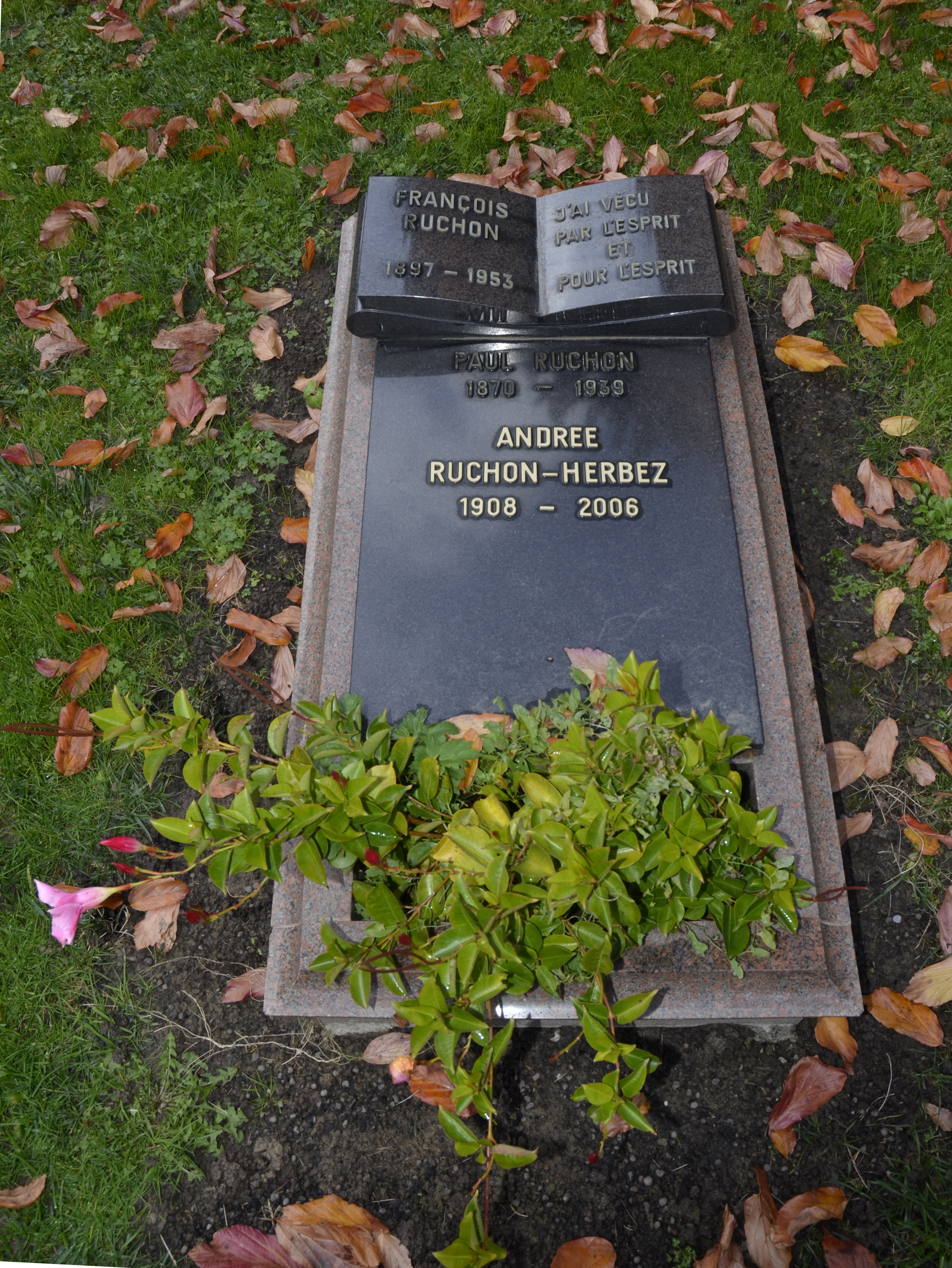
Grab François Ruchon, Friedhof der Könige, Genf

Ruchon, dessen Vater Franzose war, studierte in Genf. Er wurde 1923 promoviert mit der Arbeit Jules Laforgue (1860–1887). Sa vie. Son œuvre (Genf 1924). Ruchon war Gymnasiallehrer in Genf und Privatdozent der Universität Genf.
Er engagierte sich politisch in der Genfer Radikalen Partei, war ab 1943 deren Stellvertretender Vorsitzender und gab ab 1945 deren Presseorgan Le Genevois heraus.
In Genf ist eine Strasse nach ihm benannt.

## Weitere Werke

### Romanistik
- Jean-Arthur Rimbaud. Sa vie. Son œuvre. Son influence. Paris 1929, Genf 1970
- (Hrsg.) Rimbaud. Documents iconographiques. Genf 1946 (mit Claude Pichois, Genf 1960)
- (Hrsg.) Paul Verlaine. Documents iconographiques. Genf 1947
- (Hrsg.) L’amitié de Stéphane Mallarmé et de Georges Rodenbach. Genf 1949
- (mit Alan Martin Boase) La vie et l’œuvre de Jean de Sponde. Genf 1949
- Jean de Sponde et ses méditations sur les pseaumes. Genf 1951
- Essai sur la vie et l’œuvre de Jean de La Ceppède. Poète chrétien et magistrat (1548–1623). Genf 1953

### Geschichte von Genf
- (mit Lucien Fulpius) Georges Favon. 25 ans de politique genevoise. Genf 1927
- (Hrsg.) Les Mémoires de James Fazy, homme d’État genevois (1794–1878). Genf 1947
- Histoire politique de la République de Genève. De la restauration à la suppression du budget des cultes (31 décembre 1813–1830 juin 1907). Genf 1953
- Histoire de la franc-maçonnerie à Genève de 1736 à 1900 d’après des documents inédits. Genf 1935 (Neuausgabe in 2 Bden., Genf 2004)